# Новая Телица
Новая Телица, Телица Ноуэ (рум. Telița Nouă) — село в Новоаненском районе Молдавии. Наряду с селом Телица входит в состав коммуны Телица.

## География
Село расположено на высоте 59 метров над уровнем моря.

## Население
По данным переписи населения 2004 года, в селе Новая Телица проживает 19 человек (12 мужчины, 7 женщин).
Этнический состав села:
| Национальность | Число жителей | Процентный состав |
| -------------- | ------------- | ----------------- |
| молдаване      | 19            | 100.0             |
| Всего          | 19            | 100%              |